# Gmina Hole
Gmina Hole (norw. Hole kommune) – norweska gmina leżąca w okręgu Buskerud. Jej siedzibą jest miasto Røyse.
Hole jest 332. norweską gminą pod względem powierzchni.

## Demografia
Według danych z roku 2005 gminę zamieszkuje 5229 osób. Gęstość zaludnienia wynosi 26,78 os./km². Pod względem zaludnienia Hole zajmuje 189. miejsce wśród norweskich gmin.
| ludność stan na 1 stycznia 2005 |         |           |       |
|                                 | kobiety | mężczyźni | razem |
| osób                            | 2624    | 2605      | 5229  |
| %                               | 50,18%  | 49,82%    | 100%  |

| wykształcenie stan na 1 października 2004 |            |         |        |          |
|                                           | podstawowe | średnie | wyższe | nieznane |
| osób                                      | 623        | 2320    | 1077   | 94       |
| %                                         | 15,14%     | 56,39%  | 26,18% | 2,28%    |

## Edukacja
Według danych z 1 października 2004:
- liczba szkół podstawowych (norw. grunnskoler): 4
- liczba uczniów szkół podst.: 714

## Władze gminy
Według danych na rok 2011 administratorem gminy (norw. rådmann) jest Ståle Tangestuen, natomiast burmistrzem (norw. ordfører, d. borgermester) jest Per R. Berger.